# Узбекистан на Светском првенству у атлетици на отвореном 2011.
Узбекистан је учествовао на 13. Светском првенству у атлетици на отвореном 2011. одржаном у Тегу од 27. августа до 4. септембра. У једанаестом самосталном учешћу на светским првенствима у дворани, репрезентацију Узбекистана представљало је троје атлетичара (1 мушкарац и 6 женa) који су се такмичили у 5 дисцилина (1 мушка и 4 женске).,
На овом првенству Узбекистан није освојио ниједну медаљу. У табели успешности према броју и пласману такмичара који су учествовали у финалним такмичењима (првих 8 такмичара) Узбекистан је са 1 учесником у финалу делиo 63. место са 2 бода.
| Плас. | Земља      | 1. место | 2. место | 3. место | 4. место | 5. место | 6. место | 7. место | 8. место | Бр. финал. | Бод. |
| ----- | ---------- | -------- | -------- | -------- | -------- | -------- | -------- | -------- | -------- | ---------- | ---- |
| =63.  | Узбекистан | 0        | 1        | 0        | 0        | 0        | 0        | 1        | 0        | 1          | 2    |

## Учесници
| Мушкарци: - Ринат Тарзуманов — Бацање копља | Жене: - Гузел Кубијева — 100 м - Светлана Раџивил — Скок увис - Јулија Тарасова — Скок удаљ - Анастасија Јурављева - Троскок - Валерија Канатова - Троскок - Дајленис Алкантара - Троскок |  |

## Резултати

### Мушкарци
| Атлетичар        | Дисциплина   | Лични рекорд | Квалификације | Квалификације | Финале               | Финале  | Детаљи |
| Атлетичар        | Дисциплина   | Лични рекорд | Резултат      | Место         | Резултат             | Место   | Детаљи |
| ---------------- | ------------ | ------------ | ------------- | ------------- | -------------------- | ------- | ------ |
| Ринат Тарзуманов | Бацање копља | 79,88        | 70,32         | 18. у гр. А   | Није се квалификовао | 36 / 37 |        |

### Жене
| Атлетичарка          | Дисциплина | Лични рекорд | Квалификације | Квалификације | Полуфинале            | Полуфинале            | Финале                | Финале       | Детаљи |
| Атлетичарка          | Дисциплина | Лични рекорд | Резултат      | Место         | Резултат              | Место                 | Резултат              | Место        | Детаљи |
| -------------------- | ---------- | ------------ | ------------- | ------------- | --------------------- | --------------------- | --------------------- | ------------ | ------ |
| Гузел Кубијева       | 100 м      | 11,20        | 11,46         | 5. у гр. 3    | Није се квалификовала | Није се квалификовала | Није се квалификовала | 31 / 71 (73) |        |
| Светлана Раџивил     | скок увис  | 1,98         | 1,95 КВ, ЛРС  | 5. у гр. Б    |                       |                       | 1,93                  | 8 / 27 (29)  |        |
| Јулија Тарасова      | скок удаљ  | 6,81         | 6,26          | 13. у гр. А   | Нису се квалификовале | 25 / 34 (36)          |                       |              |        |
| Анастасија Јурављева | троскок    | 14,55 НР     | 14,00         | 9. у гр. Б    | Нису се квалификовале | 18 / 34               |                       |              |        |
| Валерија Канатова    | троскок    | 14,28        | 13,86         | 13. у гр. А   | Нису се квалификовале | 22 / 34               |                       |              |        |
| Александра Котљарова | троскок    | 14,35        | 13,32         | 11. у гр. Б   | Нису се квалификовале | 24 / 34               |                       |              |        |